# Долечек, Милан (старший)
Милан Долечек (чеш. Milan Doleček; род. 30 ноября 1957, Прага) — чехословацкий гребец, выступавший за сборную Чехословакии по академической гребле в 1980-х годах. Обладатель бронзовой медали чемпионата мира, победитель и призёр первенств национального значения, участник двух летних Олимпийских игр. Тренер по академической гребле.

## Биография
Милан Долечек родился 30 ноября 1957 года в Праге, Чехословакия. Занимался академической греблей в столичном клубе «Дукла».
Впервые заявил о себе на международном уровне в сезоне 1980 года, когда вошёл в состав чехословацкой национальной сборной и благодаря череде удачных выступлений удостоился права защищать честь страны на летних Олимпийских играх в Москве — в программе восьмёрок занял в главном финале четвёртое место.
В 1981 году стал восьмым в распашных безрульных двойках на чемпионате мира в Мюнхене.
В 1982 году побывал на чемпионате мира в Люцерне, где вместе с напарником Миланом Шкопеком и рулевым Олдржихом Гейдушеком завоевал бронзовую медаль в рулевых двойках.
В 1983 году в той же дисциплине стал пятым на чемпионате мира в Дуйсбурге.
Рассматривался в качестве кандидата на участие в летних Олимпийских играх 1984 года в Лос-Анджелесе, однако Чехословакия вместе с несколькими другими странами восточного блока бойкотировала эти соревнования по политическим причинам. Вместо этого Долечек выступил на альтернативной регате «Дружба-84» в Москве, где выиграл серебряную медаль в распашных двойках с рулевым, уступив на финише только экипажу из Советского Союза.
В 1986 году Милан Долечек был шестым безрульных четвёрках на чемпионате мира в Ноттингеме.
В 1987 году в той же дисциплине занял пятое место на чемпионате мира в Копенгагене.
Находясь в числе лидеров чехословацкой гребной команды, благополучно прошёл отбор на Олимпийские игры 1988 года в Сеуле — на сей раз в рулевых четвёрках сумел квалифицироваться лишь в утешительный финал В и расположился в итоговом протоколе соревнований на восьмой строке.
После сеульской Олимпиады Долечек ещё в течение некоторого времени оставался действующим спортсменом и продолжал принимать участие в крупнейших международных регатах. Так, в 1989 году в распашных безрульных четвёрках он показал девятый результат на чемпионате мира в Бледе.
Впоследствии проявил себя на тренерском поприще, подготовил титулованного чешского гребца Ондржея Сынека, также тренировал своего сына Милана Долечека младшего.